# Église Saint-Sulpice d'Armeau
L'église Saint-Sulpice est une église catholique, d'architecture néogothique, située à Armeau dans l'Yonne. Elle dépend de l'archidiocèse de Sens-Auxerre. C'est une église-relais de la paroisse Sainte-Alpais, du doyenné du Sénonais.  Elle est placée sous le vocable de saint Sulpice.

## Histoire

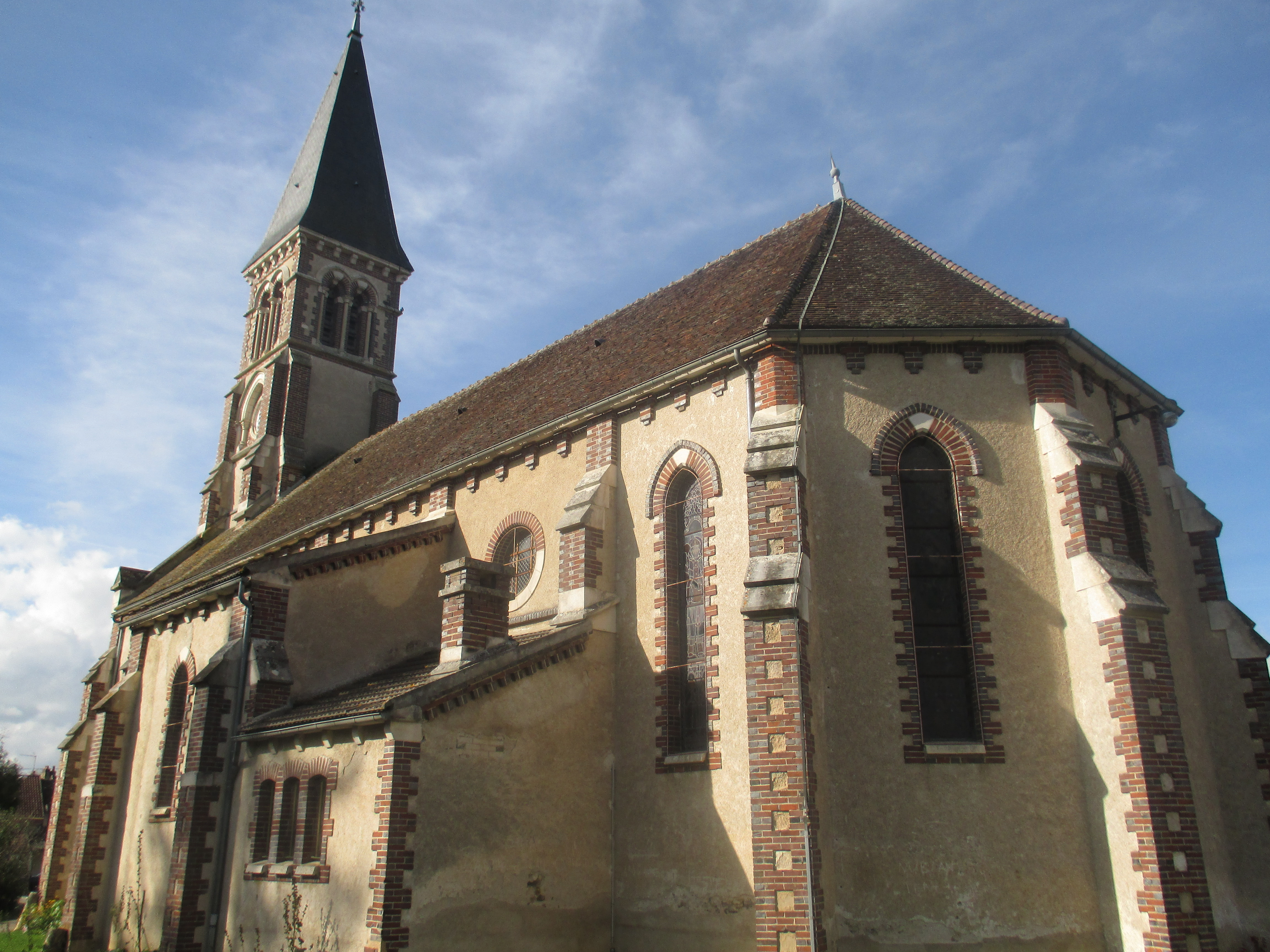
Chevet de l'église.

L'église a été construite de 1872 à 1875, remplaçant l'ancienne église démolie en 1872 qui se trouvait près du cimetière.
L'église conserve une Vierge allaitant de style champenois des années 1330, des statues anciennes remarquables de saint Vincent, patron des vignerons, et de saint Jacques.
L'édifice a deux cloches pesant respectivement 350 kilos et 196 kilos et a fait l'objet d'une  restauration en 2019.